# 新屯汉墓群
新屯汉墓群，位于山东省济南市平阴县刁山坡镇新屯村，是中华人民共和国山东省文物保护单位之一。
2006年12月7日，授予山东省文物保护单位，是一座古墓葬。